# Арбореа (Ботошани)
Арбореа (рум. Arborea) насеље је у Румунији у округу Ботошани у општини Ђеорђе Енеску. Oпштина се налази на надморској висини од 247 m.

## Становништво
Према подацима из 2002. године у насељу је живело 593 становника, од којих су сви румунске националности.